# Poimenesperus tessmanni
Poimenesperus tessmanni là một loài bọ cánh cứng trong họ Cerambycidae.